# Nugr'
Il Nugr' (in russo Нугрь?) è un fiume della Russia europea, affluente di sinistra dell'Oka. Scorre nell'oblast' di Orël.

## Descrizione
Il fiume ha origine nel distretto Chotyneckij nel nord-ovest della regione. Quindi scorre in direzione nord-est attraverso il paesaggio collinare del rialto centrale russo. La foce si trova al confine con l'oblast' di Tula a 1281 km dalla foce dell'Oka. Il fiume ha una lunghezza di 100 km, l'area del suo bacino è di 1540 km².
La città di Bolchov e il villaggio di Znamenskoe si trovano sul fiume.